# Saloon

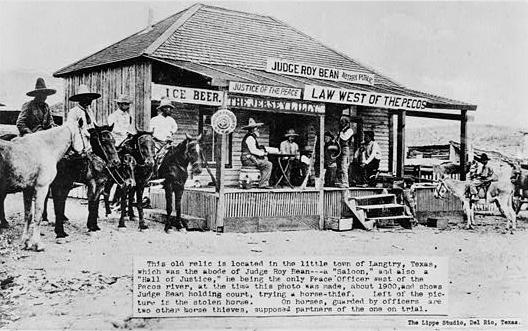
Jersey Lilly, saloon-ul judecătorului de pace Roy Bean din Langtry, Texas, cca. 1900.

Un saloon este un fel de bar tipic Vestului Sălbatic. Printre clienții acestui gen de local se aflau vânătorii de animale pentru blană, cowboy, militari, tăietori de lemne, oameni de afaceri, polițiști, mineri și pariori. Un saloon era cunoscut în limba engleză și sub denumirile „watering trough, bughouse, shebang, cantina, grogshop, and gin mill”. Primul saloon a fost deschis în 1822 în localitatea Brown's Hole din Wyoming, fiind adresat vânătorilor de animale pentru blană.
Pe la sfârșitul anilor 1850 termenul saloon a început să apară în cărțile de adrese și să fie folosit pentru stabilimentele specializate în vânzarea de bere și de alte băuturi alcoolice, care închiriau în unele cazuri camere în regim hotelier și preparau la cerere mâncăruri pentru călători. În anul 1880 a avut loc o creștere explozivă a localurilor de tip saloon. În Leavenworth, Kansas funcționau „aproximativ 150 de saloon și patru stabilimente pentru vânzarea de băuturi spirtoase”. Unele localuri de tip saloon din Vestul Sălbatic erau, de fapt, cazinouri, bordeluri și localuri pentru consumul opiumului.

## Istoric
Saloon-urile din SUA au început să aibă o strânsă legătură cu fabricile de bere la începutul anilor 1880. Odată cu creșterea capacității de producție peste o anumită limită, fabricile de bere au început să adopte sistemul britanic de control al desfacerii prin deținerea propriilor localuri de consum. Fabricanții de bere au achiziționat sute de localuri, mai ales în colțurile străzilor, pe care le-au închiriat investitorilor care doreau să deschidă acolo stabilimente de tip saloon, împreună cu mobilier și cu alte echipamente de agrement, cum ar fi mese de biliard și piste de bowling. Schlitz Brewing Company și alte câteva au construit localuri de tip saloon pentru a atrage clienții și a-și promova marca lor de bere.
Factorii legislativi au jucat, de asemenea, un rol important în răspândirea localurilor deținute de producătorii de bere. Consiliul Local din Chicago a crescut taxa de licență pentru un saloon de la 50$ la 500$ între 1883 și 1885 pentru a remunera forțele de poliție suplimentare necesare pentru a asigura menținerea ordinii în zonele unde se aflau astfel de localuri. Puțini proprietari independenți de localuri și-au putut permite să plătească astfel de sume.
Politicienii frecventau, de asemenea, saloon-urile locale datorită naturii sociale a activității lor. În cartierele cu un grad scăzut de alfabetizare barul reprezenta locul principal pentru schimbul de informații cu privire la locuințele de închiriat și la locurile de muncă disponibile. Un politician cu simț practic putea profita de prezența acolo a unui număr mare de clienți pentru a-și spori numărul votanților. În localurile de tip saloon din zonele industriale aveau loc târguri de locuri de muncă și ședințele de sindicat, aici plătindu-se deseori salariile muncitorilor.
Saloon-urile tradiționale au intrat în declin cu mai mulți ani înainte de Prohibiție. Răspândirea automobilelor a determinat creșterea mobilității populației, în timp ce deschiderea tot mai multor săli de cinema a preluat o parte din clienții saloon-urilor. Un număr tot mai mare de angajatori au cerut autorităților să impună abstinența în timpul zilei de lucru. Autoritățile sanitare ale orașului au adoptat, de asemenea, reglementări cu privire la masa de prânz gratuită. În cele din urmă, Primul Război Mondial a adus nu numai o boicotare a produselor de origine germană, ci și o interdicție temporară privind consumul berii.

## Localuri notabile

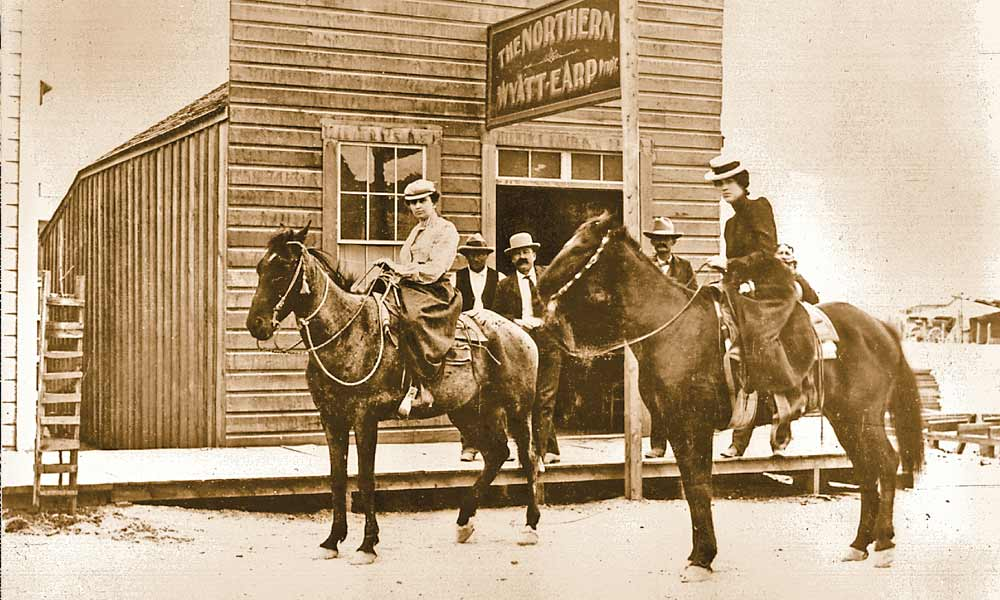
The Northern, saloon-ul lui Wyatt Earp din Tonopah, Nevada, cca. 1902. Josie Earp ar putea fi femeia de pe calul din stânga.

Printre cele mai familiare localuri de tip saloon au fost First Chance din Miles City, Montana; Bull's Head din Abilene, Kansas; Arcade Saloon din Eldora, Colorado; Holy Moses din Creede, Colorado; Long Branch Saloon din Dodge City, Kansas; Birdcage Theater din Tombstone, Arizona; Bucket of Blood Saloon din Virginia City, Nevada, și Jersey Lilly din Langtry, Texas. Multe dintre aceste stabilimente erau deschise douăzeci și patru de ore pe zi, șase zile pe săptămână, cu excepția zilelor de duminică și a Crăciunului.

## Galerie

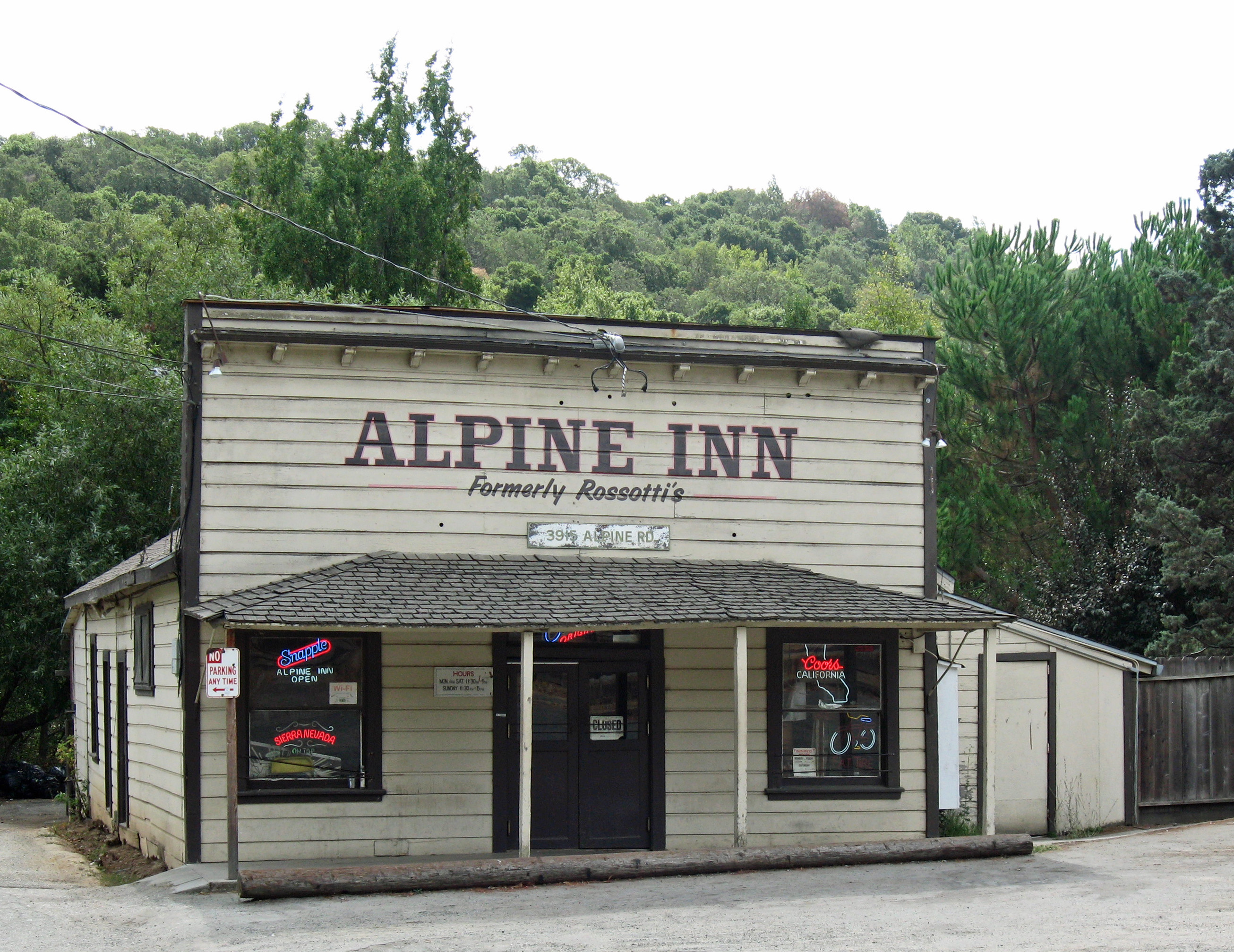
Alpine Inn, anterior Rossotti's Saloon, din Portola Valley, California. Construit în 1850.
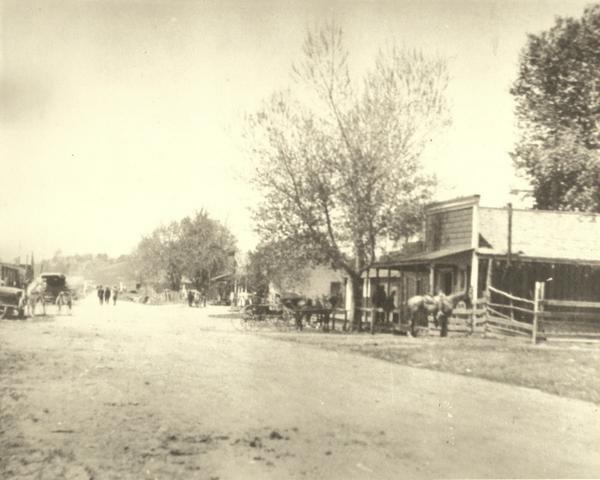
Pozo Saloon (în dreapta) din Pozo, California. Construit în 1858.
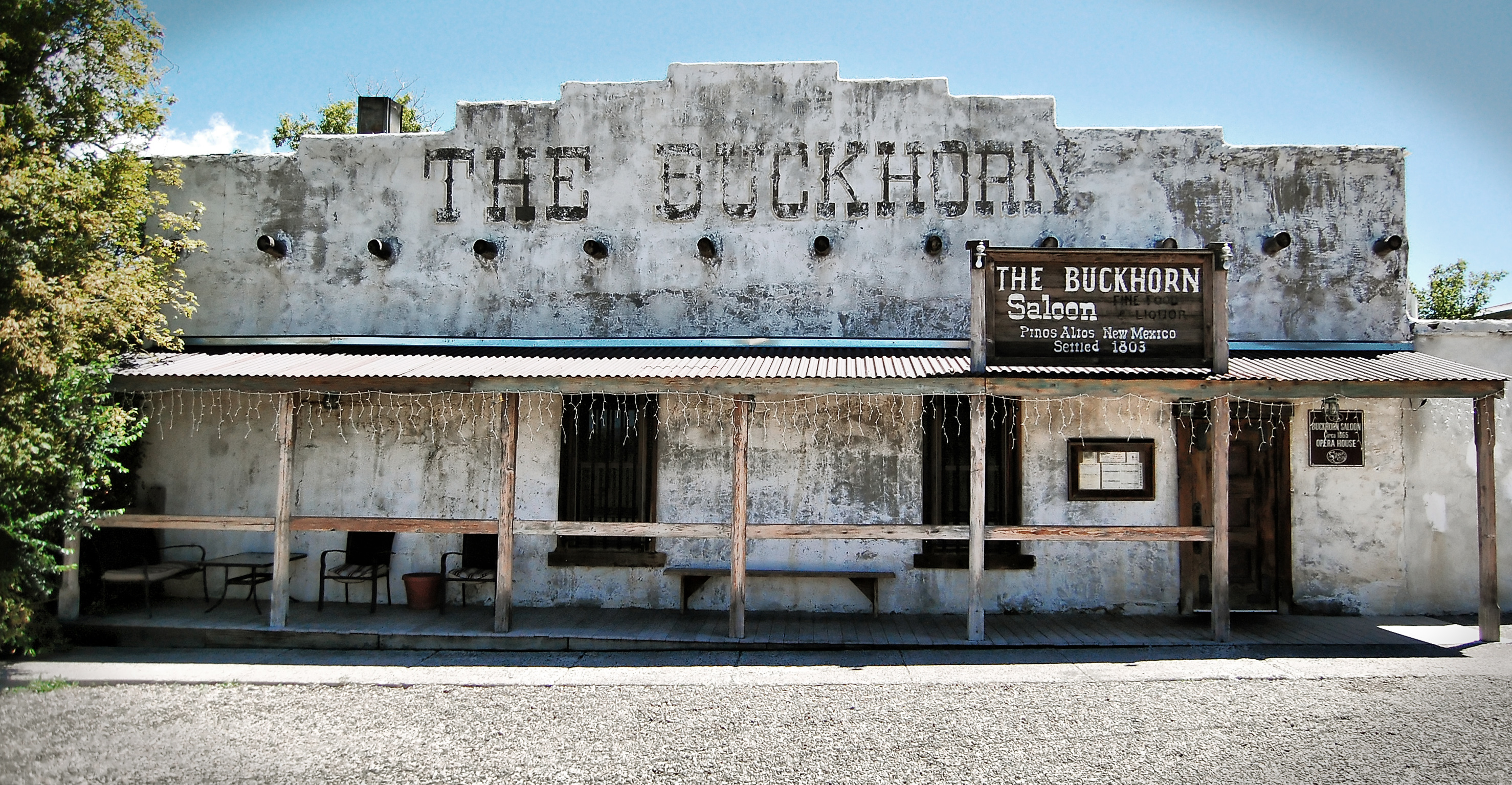
Buckhorn Saloon din Pinos Altos, New Mexico. Construit prin 1860.
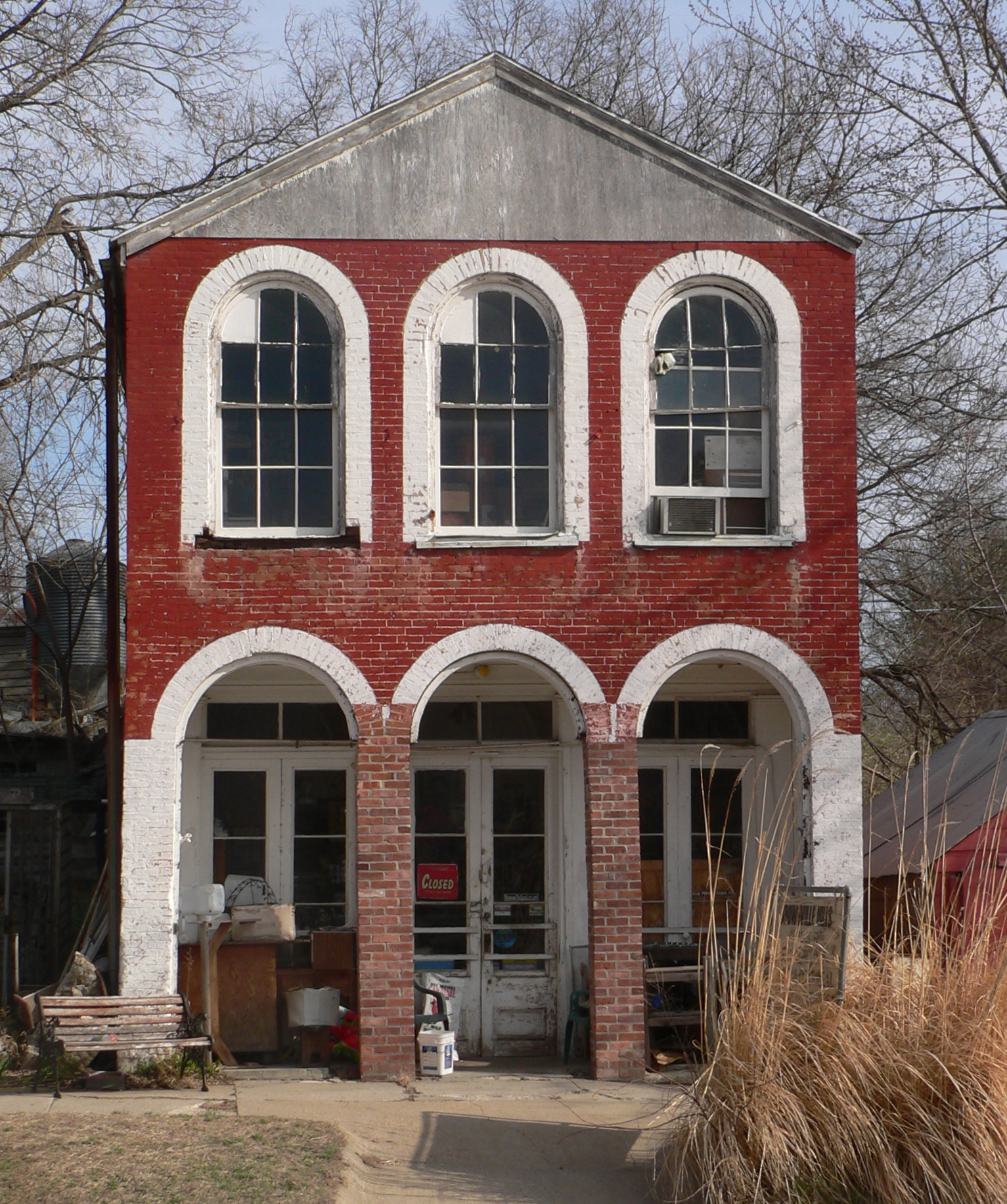
Lone Tree Saloon din Brownville, Nebraska. Construit prin 1868.
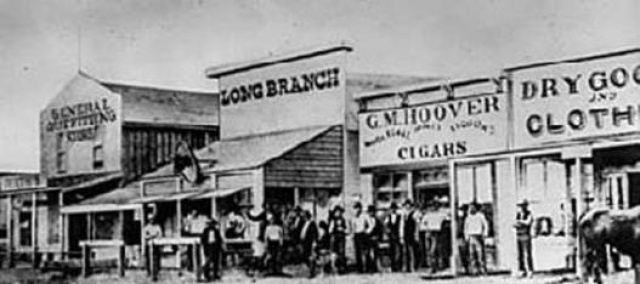
Long Branch Saloon din Dodge City, Kansas. Construit prin 1874.
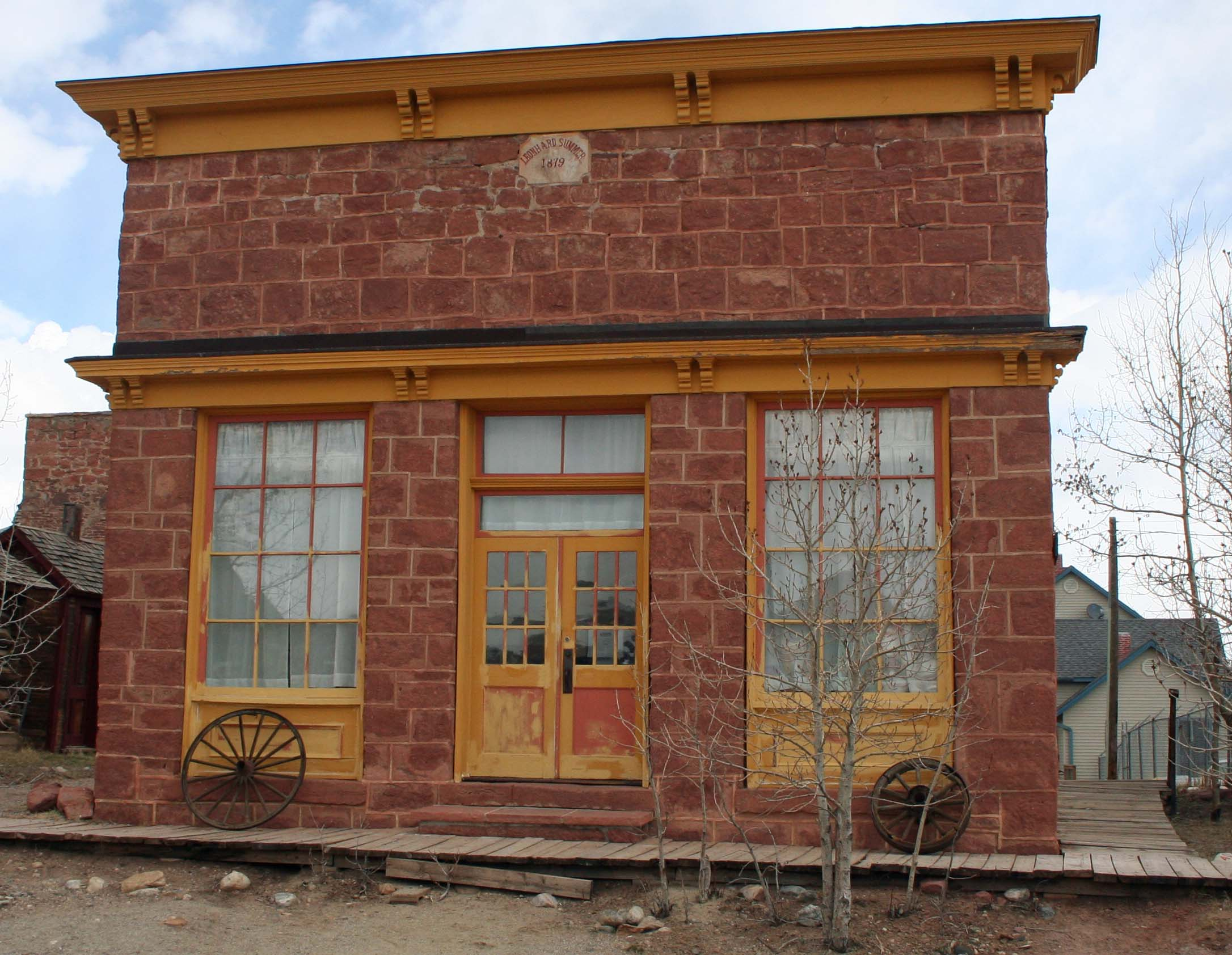
Summer Saloon din Fairplay, Colorado. Construit în 1879.
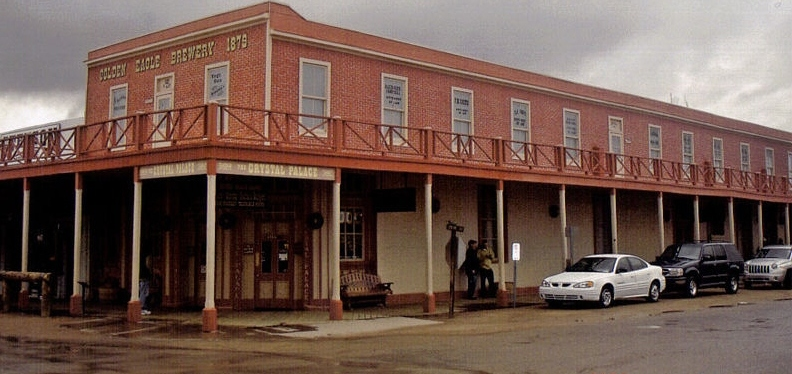
Crystal Palace, anterior Golden Eagle Brewery, din Tombstone, Arizona. Construit în 1879.
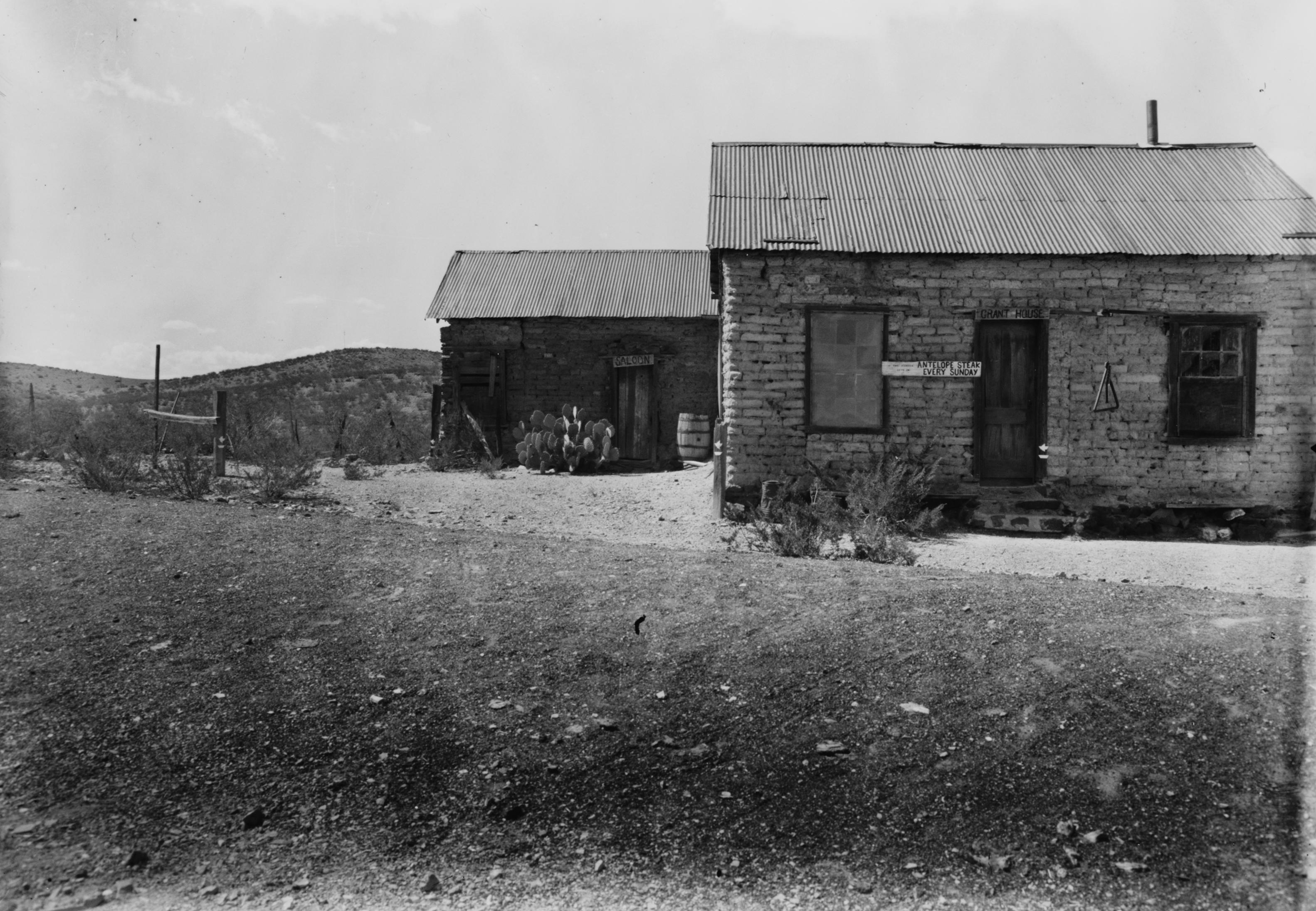
Saloon (în stânga) din Shakespeare, New Mexico. Construit prin 1880.
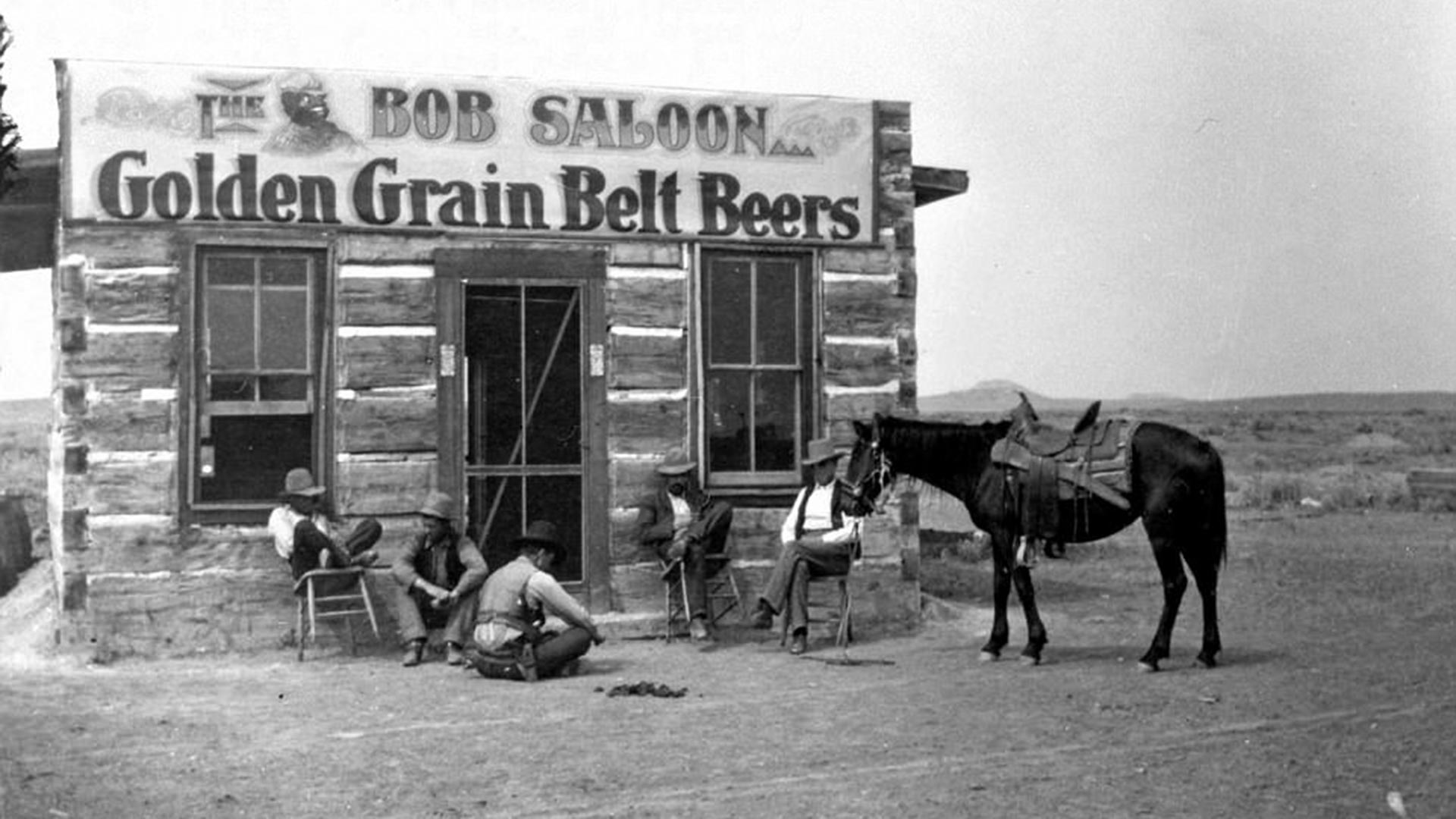
„The Bob Saloon” din Miles City, Montana, 1880.
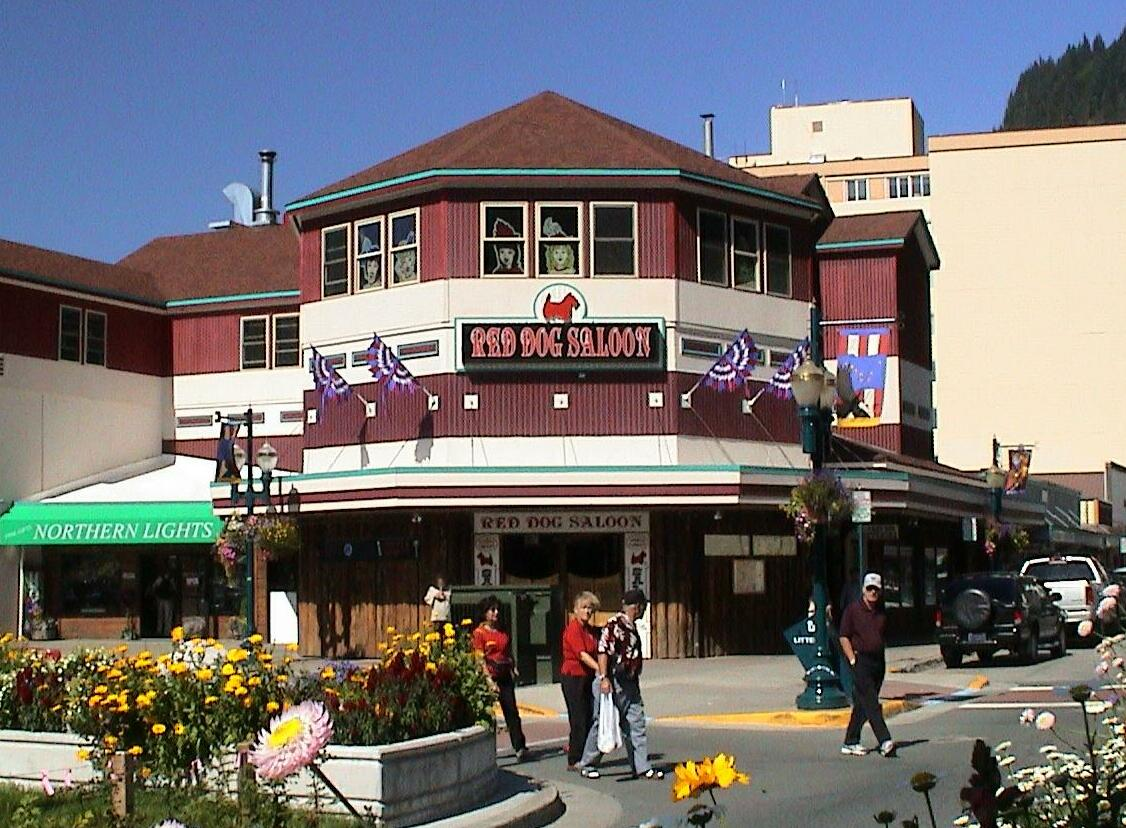
Red Dog Saloon din Juneau, Alaska. Construit prin 1881.
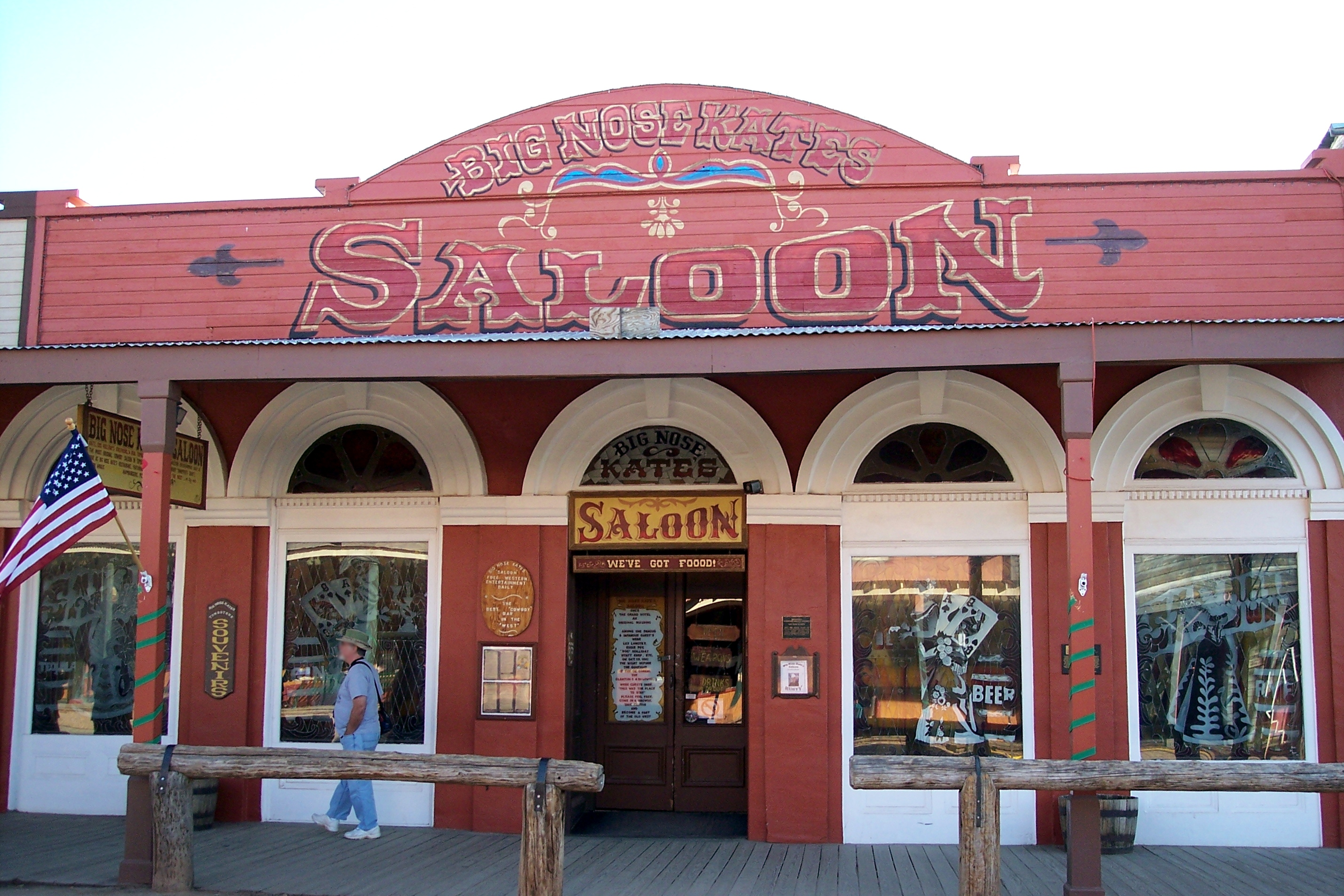
Big Nose Kate's Saloon, anterior Grand Hotel, din Tombstone, Arizona. Construit în 1881.
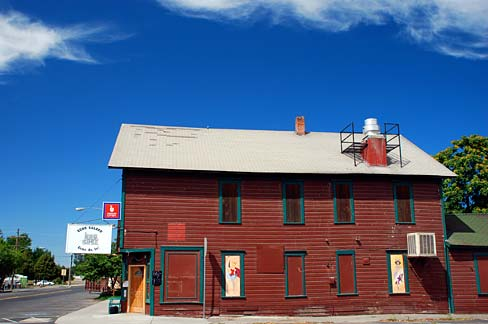
Echo Saloon din Echo, Oregon. Construit prin 1883.
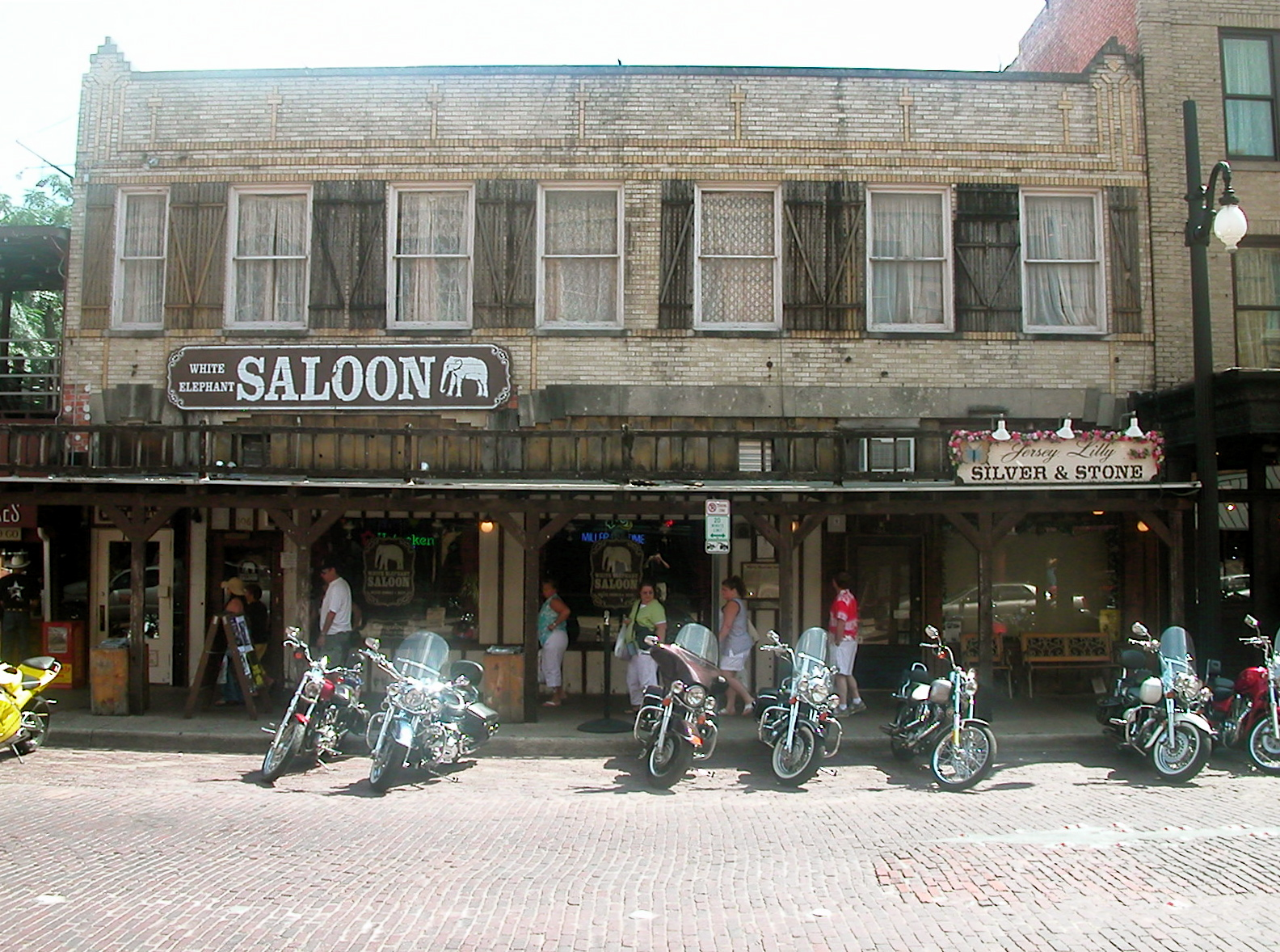
White Elephant Saloon din Fort Worth, Texas. Construit în 1884.
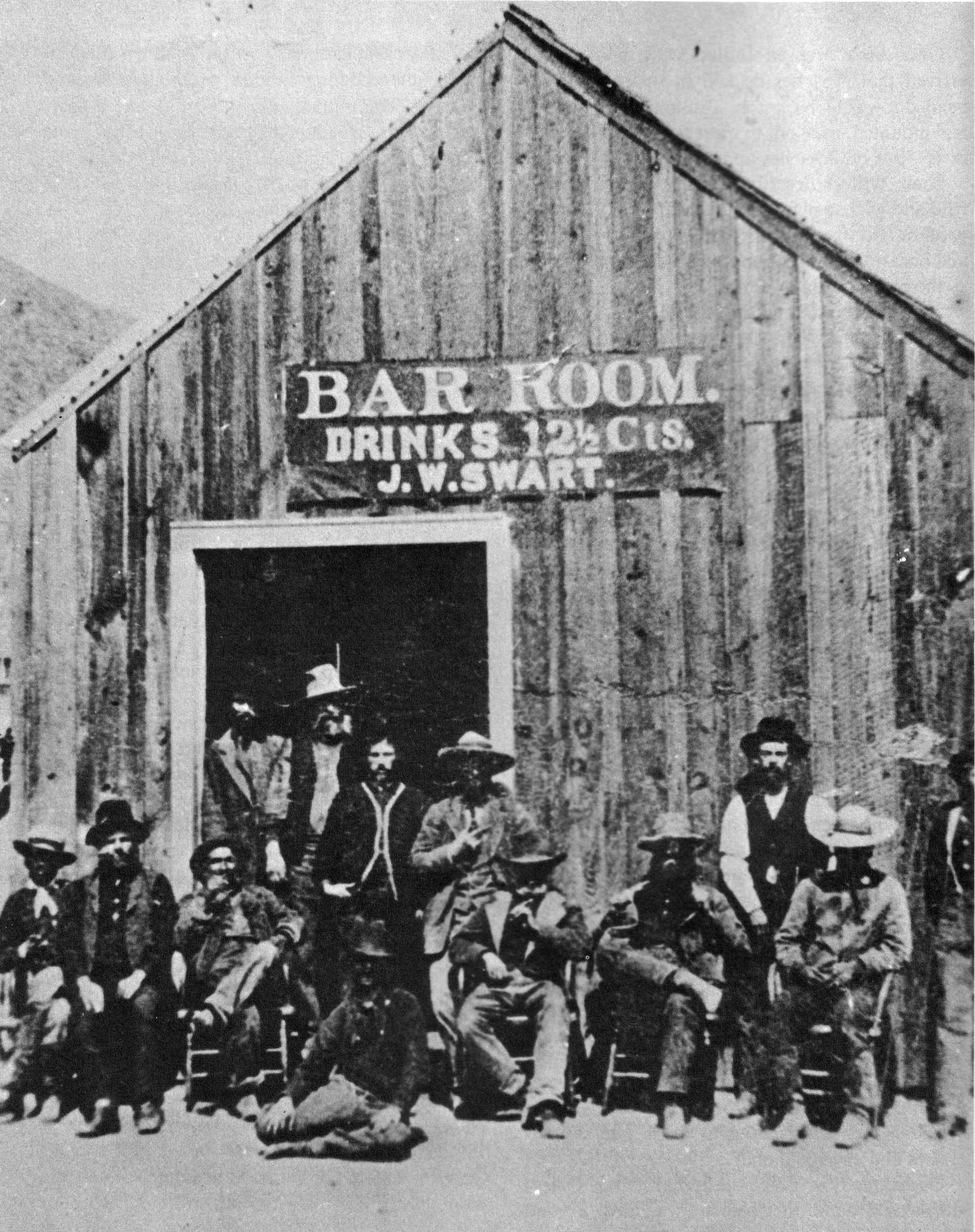
Saloon din Charleston, Arizona în 1885.
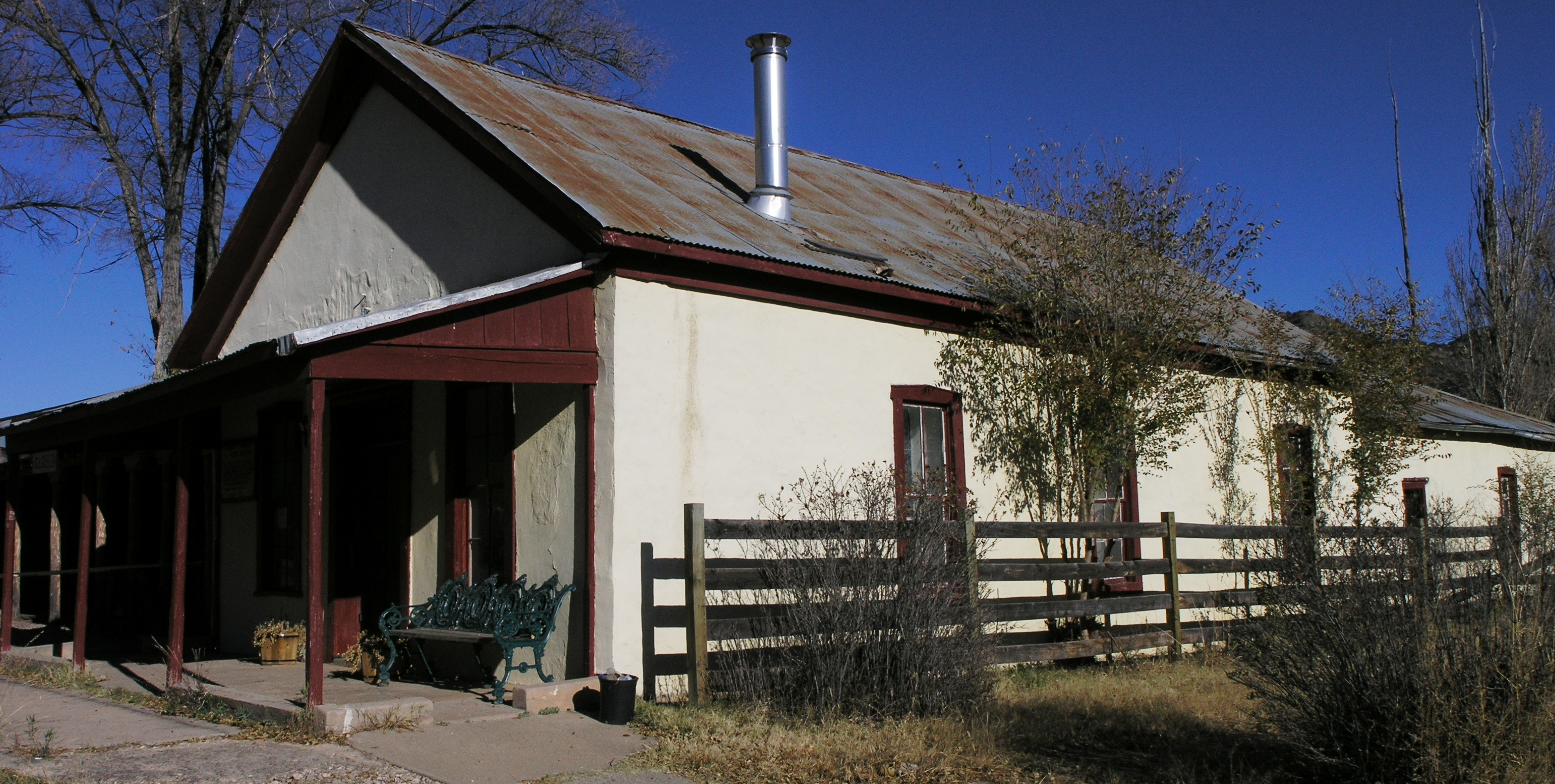
Curry Saloon din Lincoln, New Mexico. Construit în 1887.
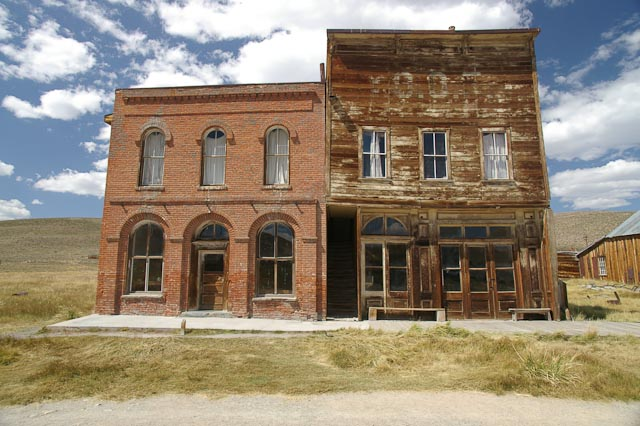
Bodie Saloon (în stânga) din Bodie, California. Construit prin 1892.
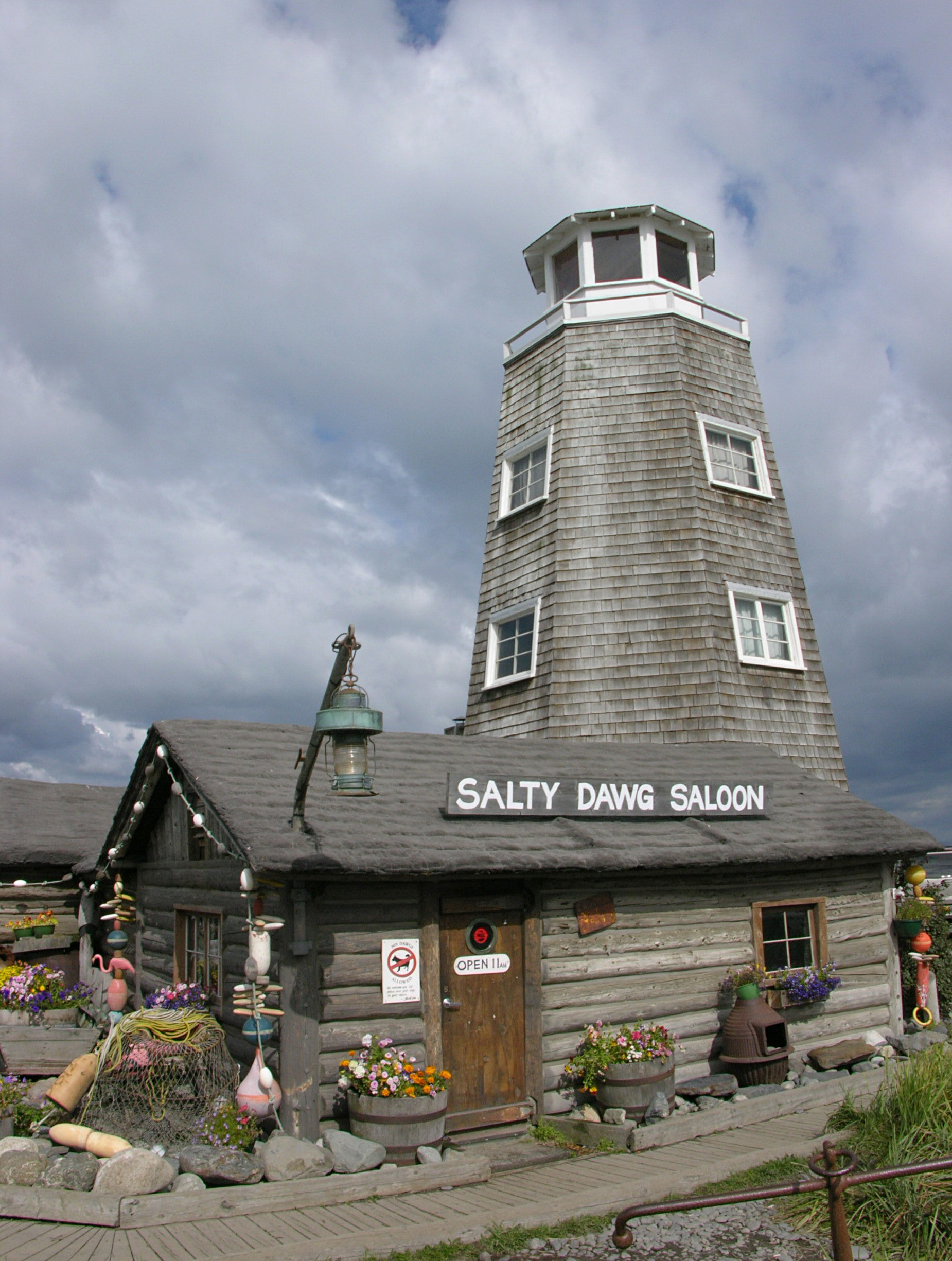
Salty Dawg Saloon din Homer, Alaska. Construit în 1897.
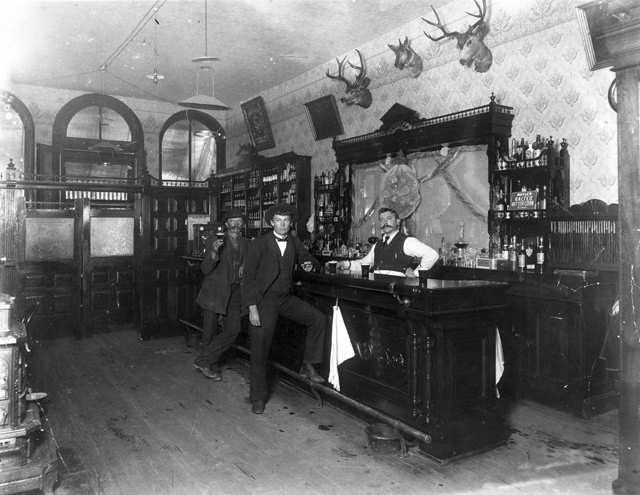
Interiorul localului Toll Gate Saloon din Black Hawk, Colorado în 1897.
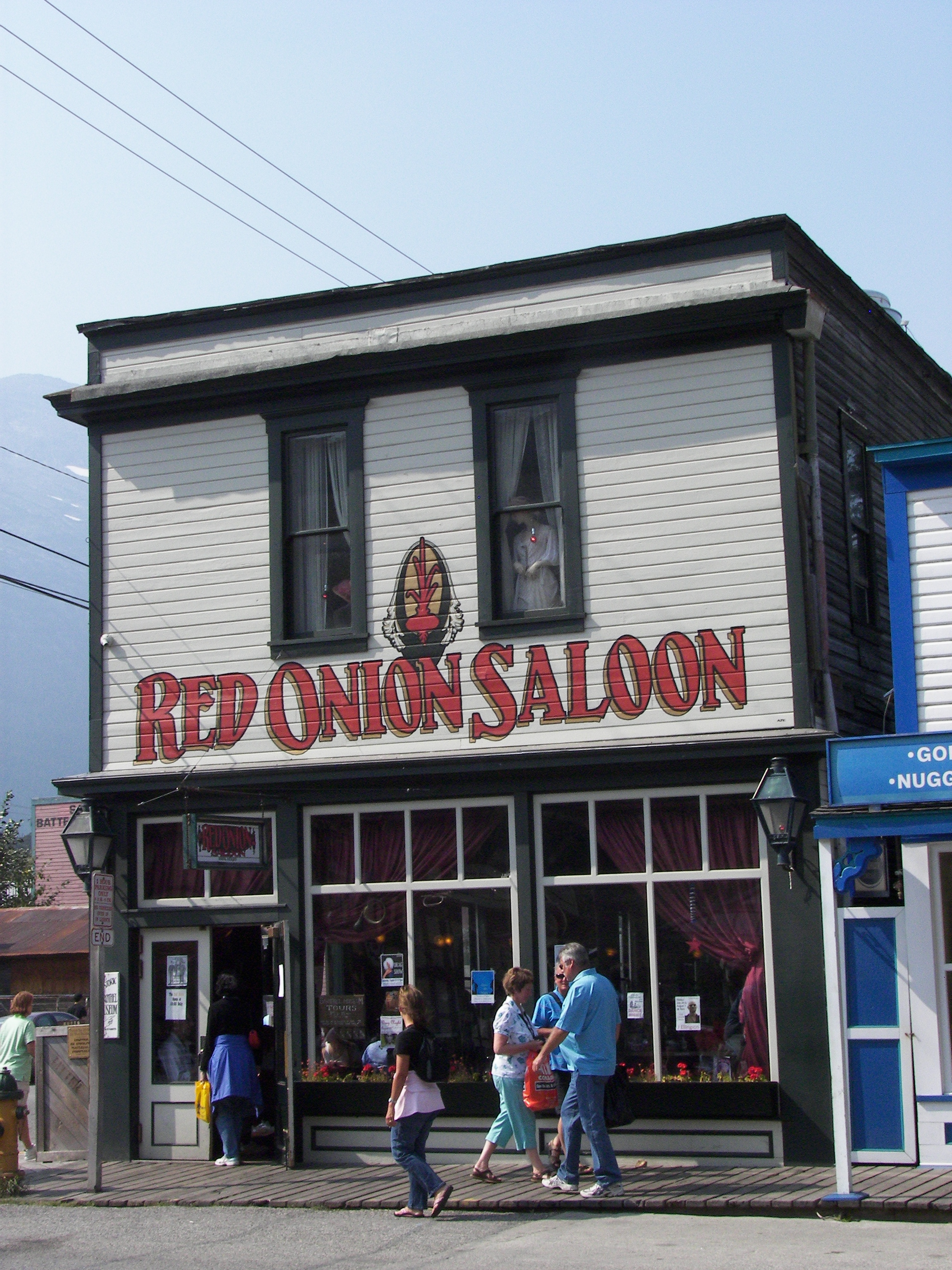
Red Onion Saloon din Skagway, Alaska. Construit în 1898.
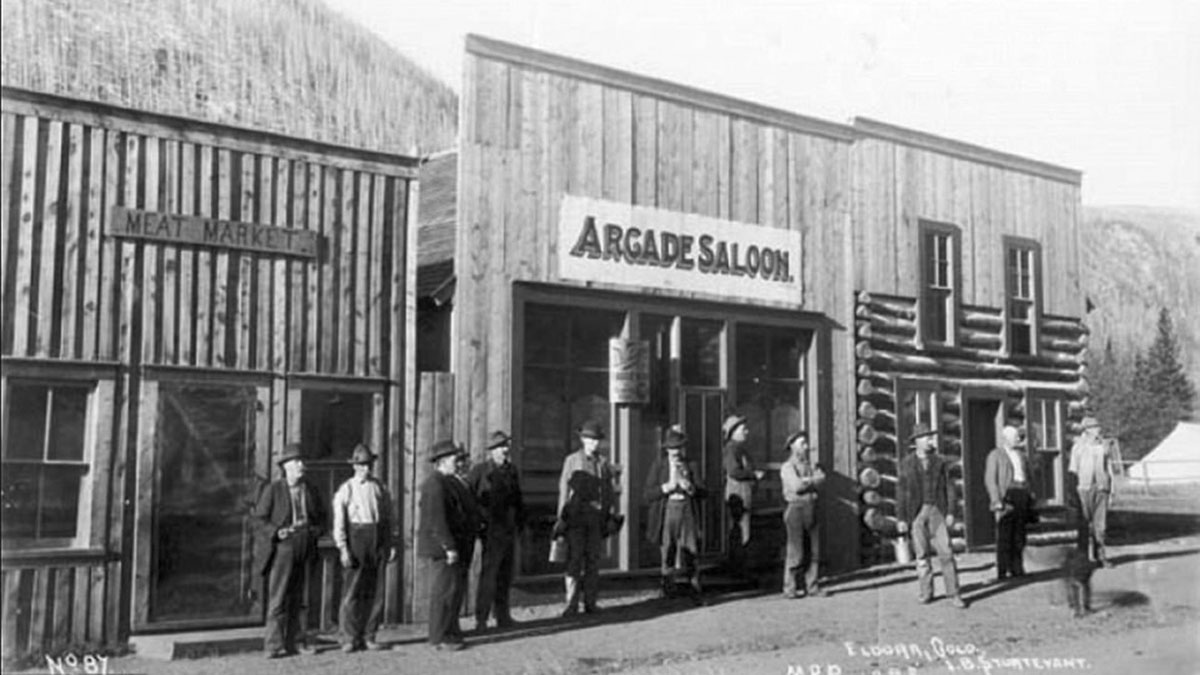
Arcade Saloon din Eldora, Colorado în 1898.
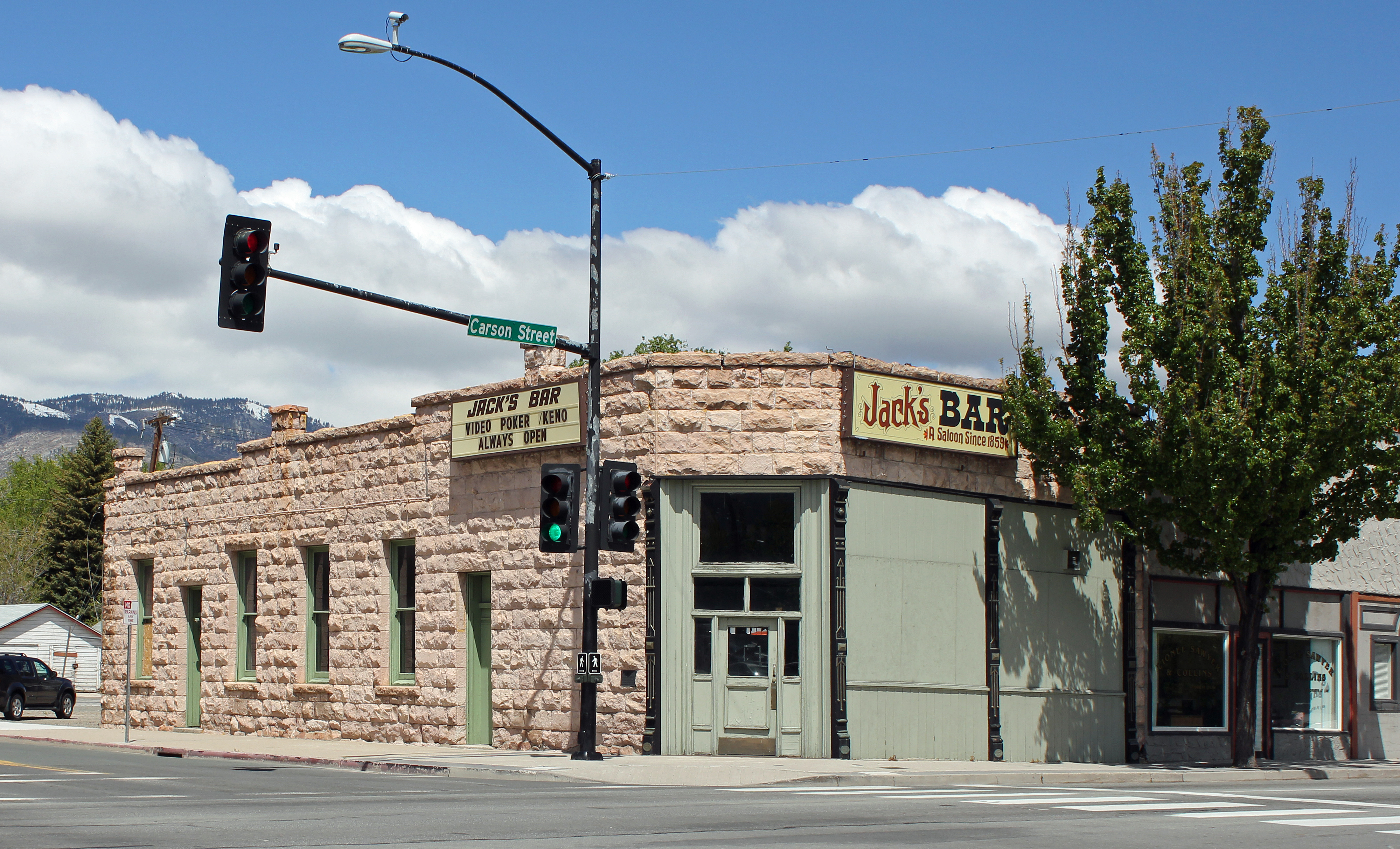
Jack's Bar, anterior Bank Saloon, din Carson City, Nevada. Construit în 1899.
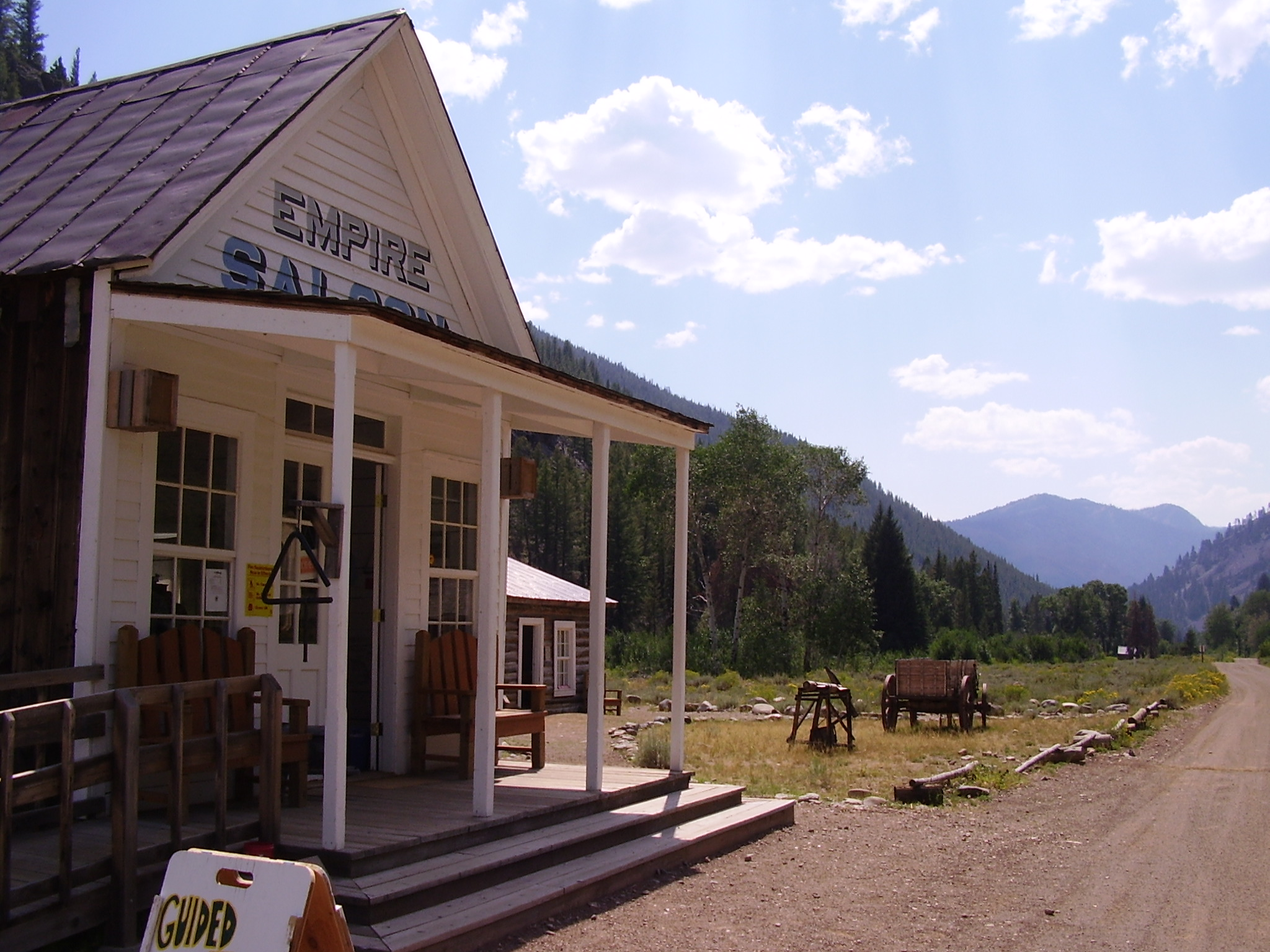
Empire Saloon din Custer, Idaho. Construit prin 1900.
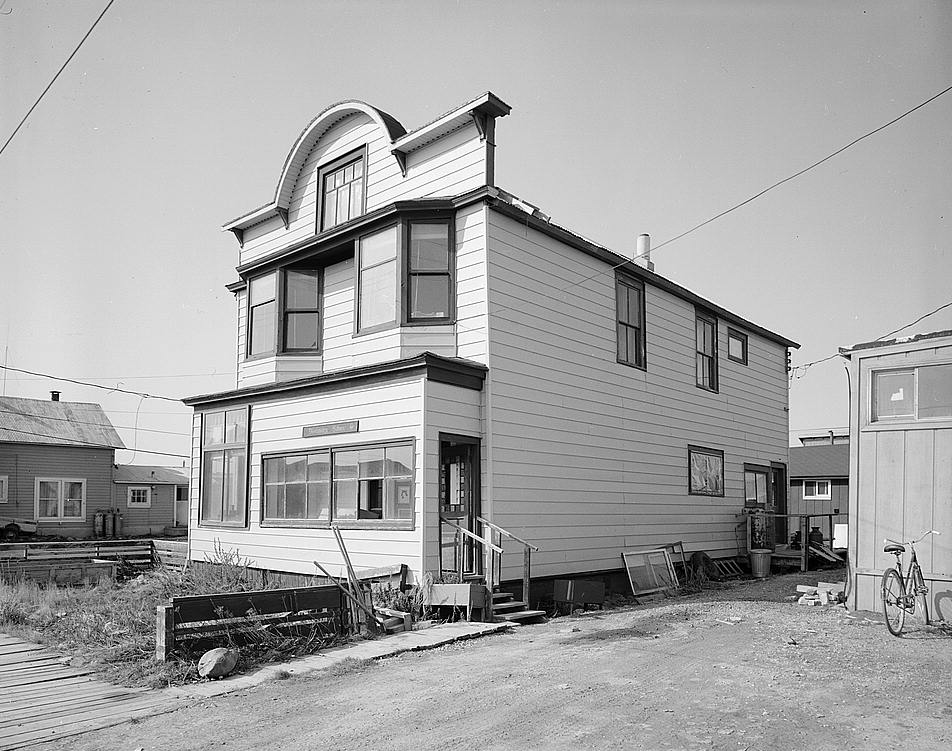
Discovery Saloon din Nome, Alaska. Construit în 1901.
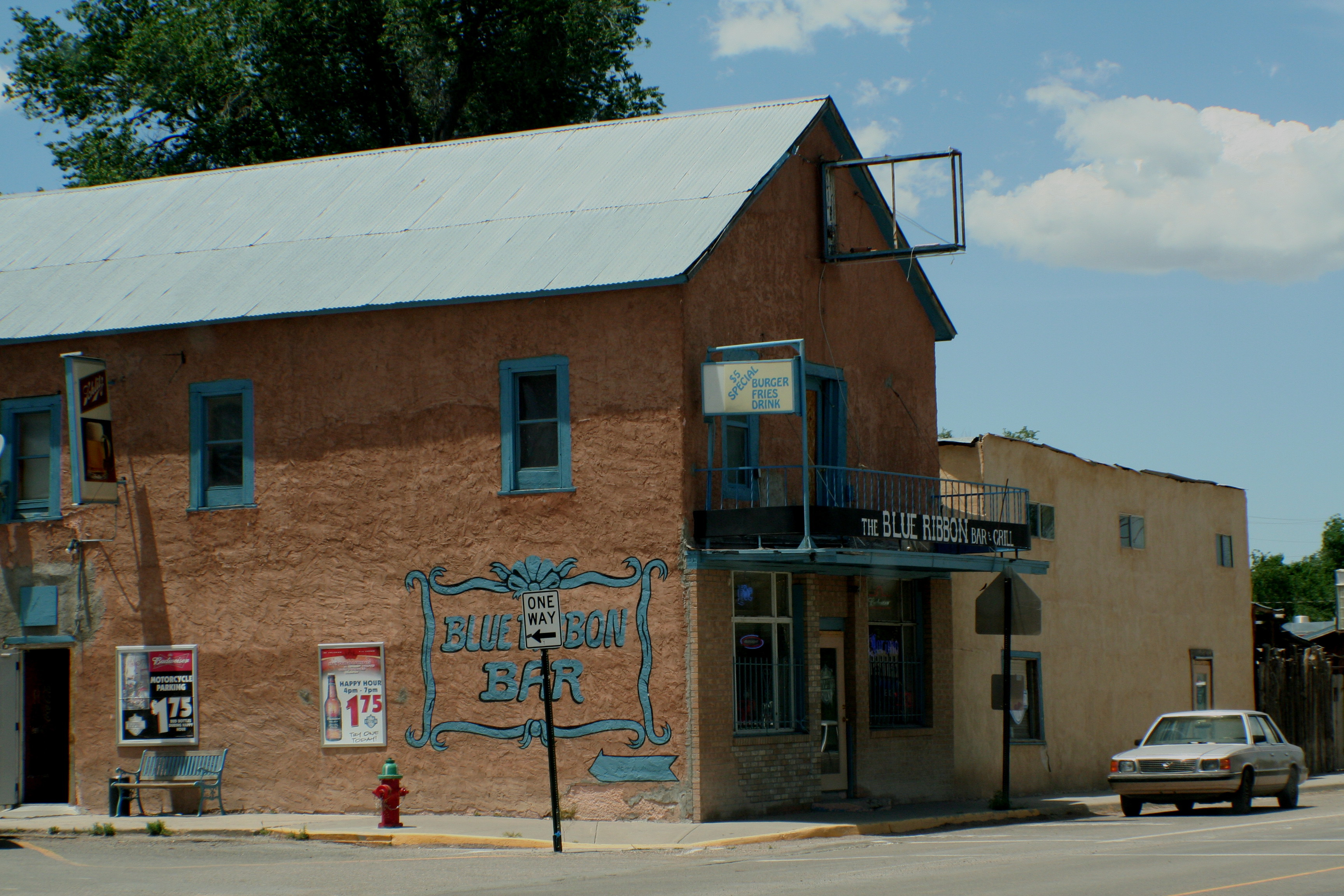
Blue Ribbon Bar & Grill, anterior Estancia Saloon, din Estancia, New Mexico. Construit în 1903.
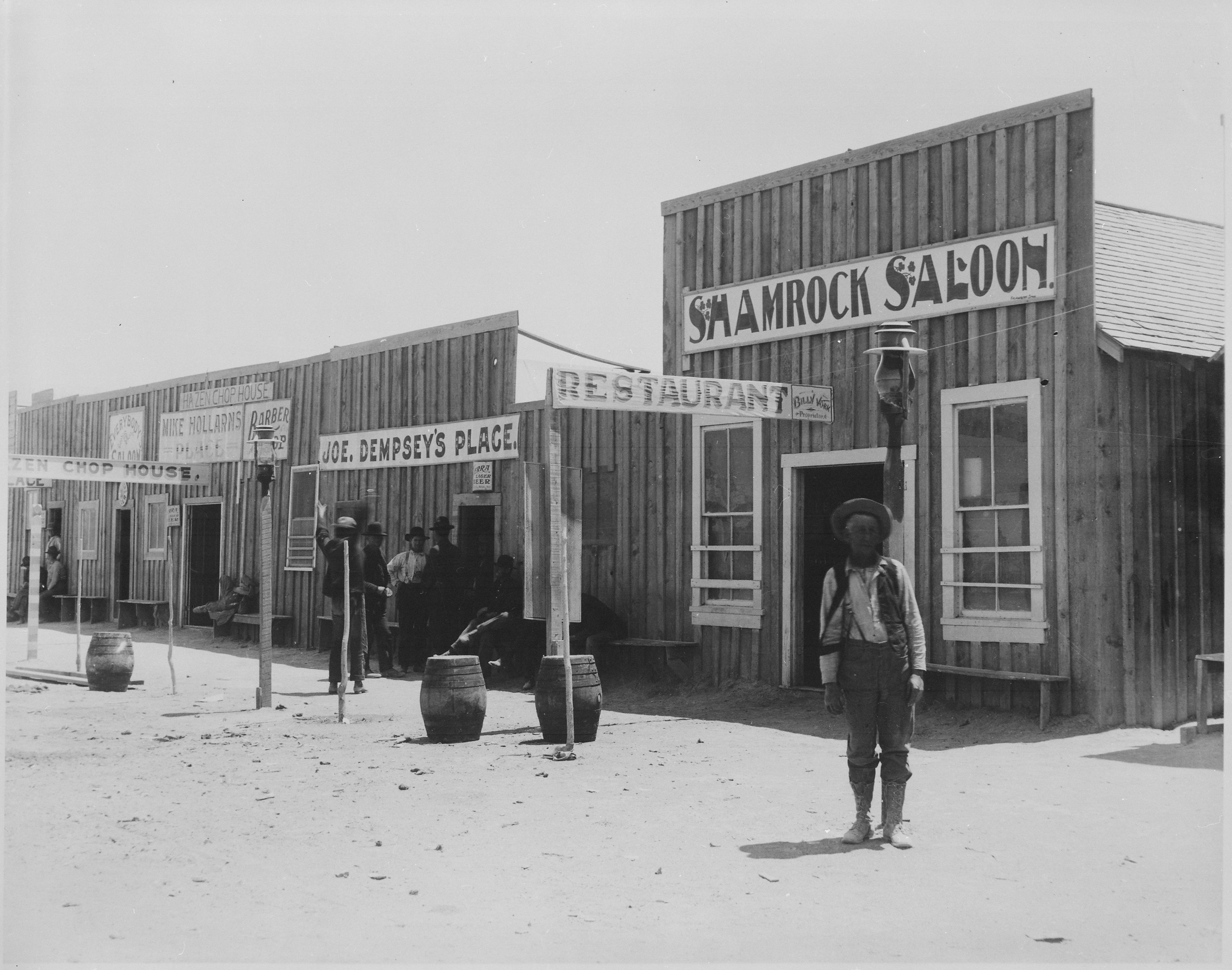
Shamrock Saloon din Hazen, Nevada în 1905.
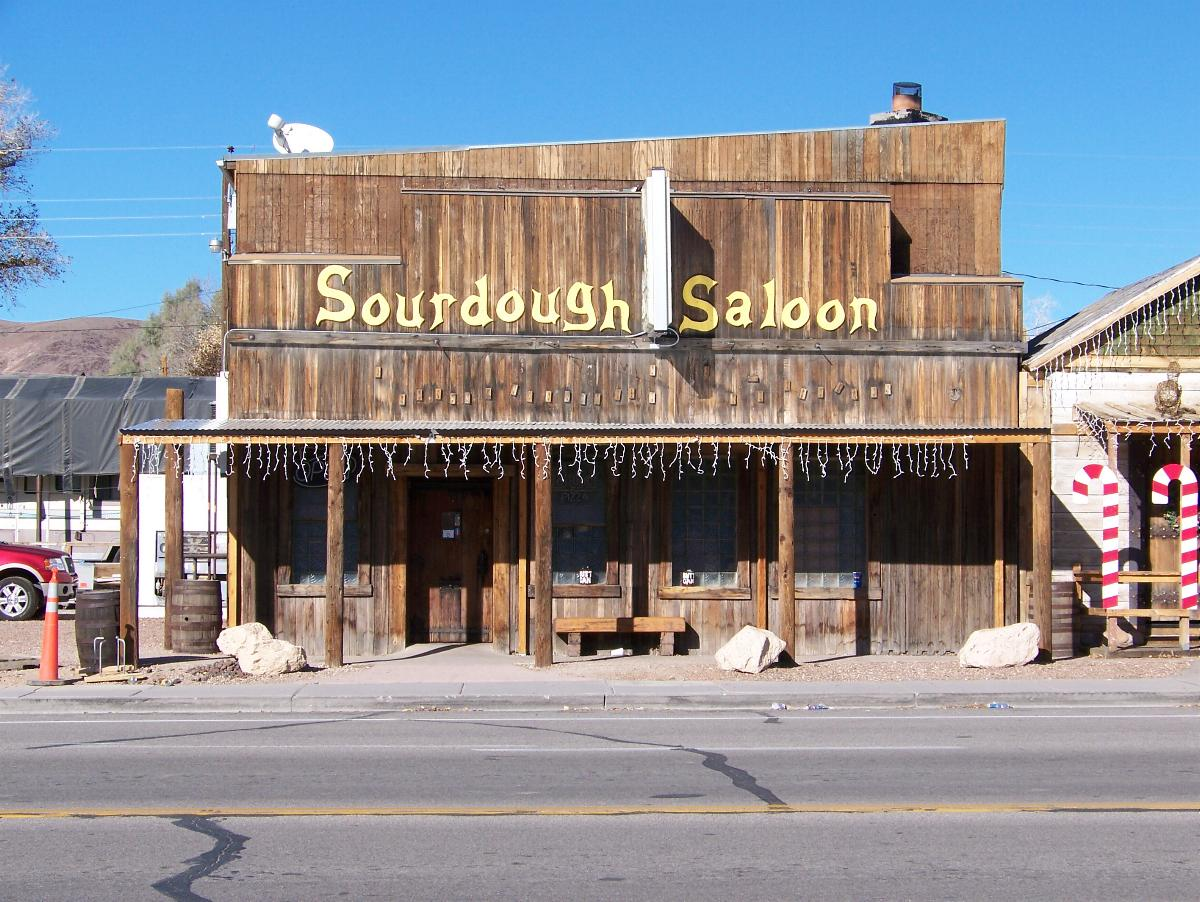
Sourdough Saloon din Beatty, Nevada. Construit prin 1905.
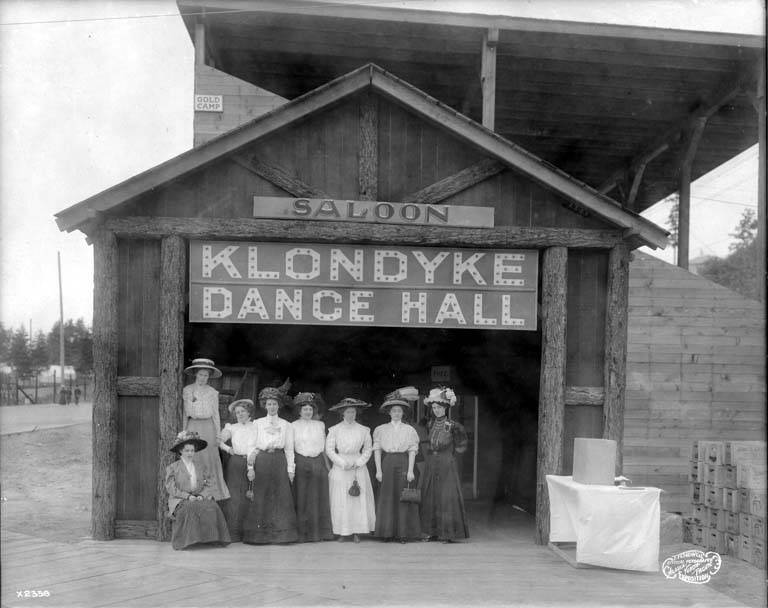
Klondyke Dance Hall & Saloon din Seattle, Washington în 1909.
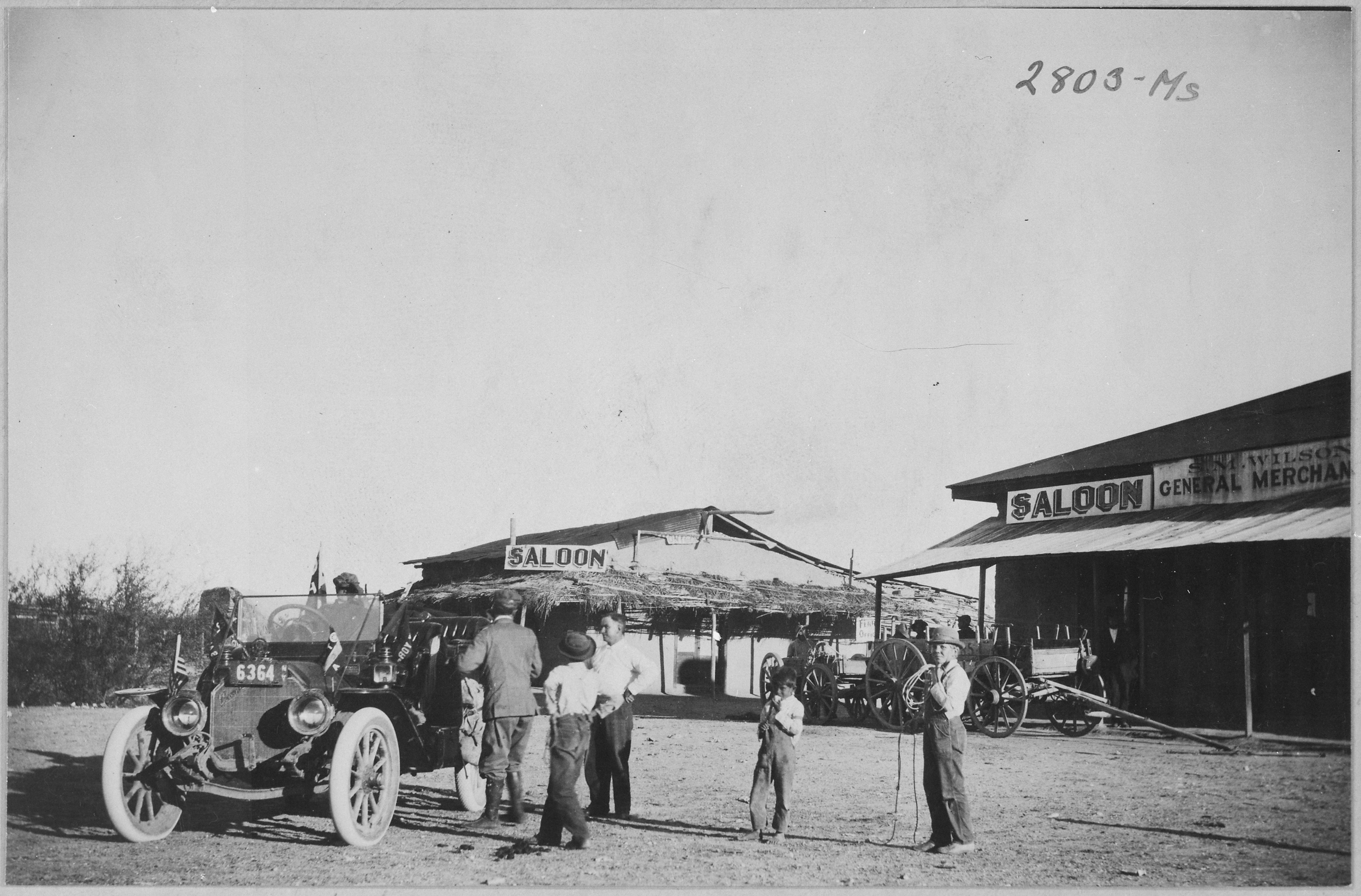
Saloon din Ehrenberg, Arizona in 1911.
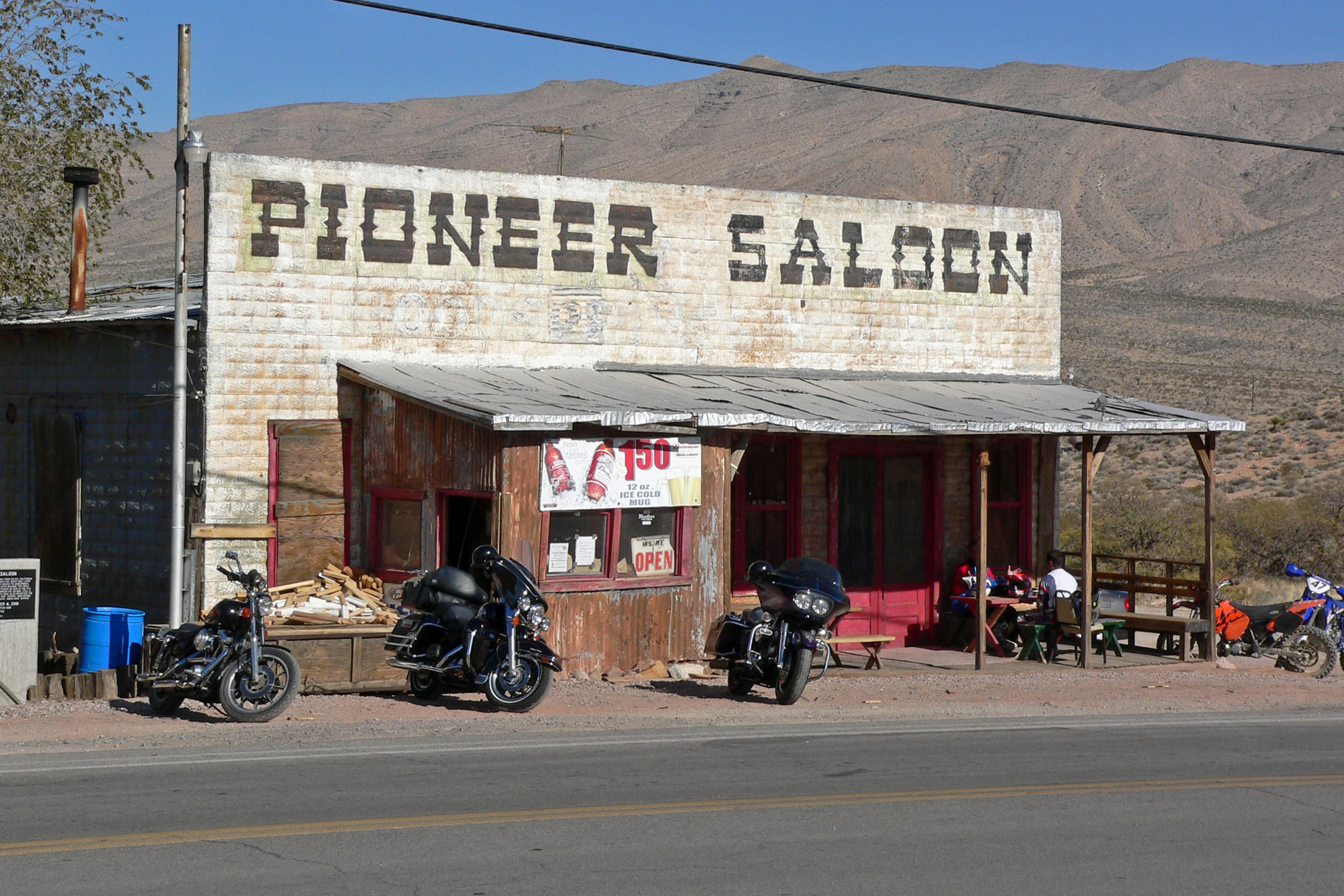
Pioneer Saloon din Goodsprings, Nevada. Construit în 1913.
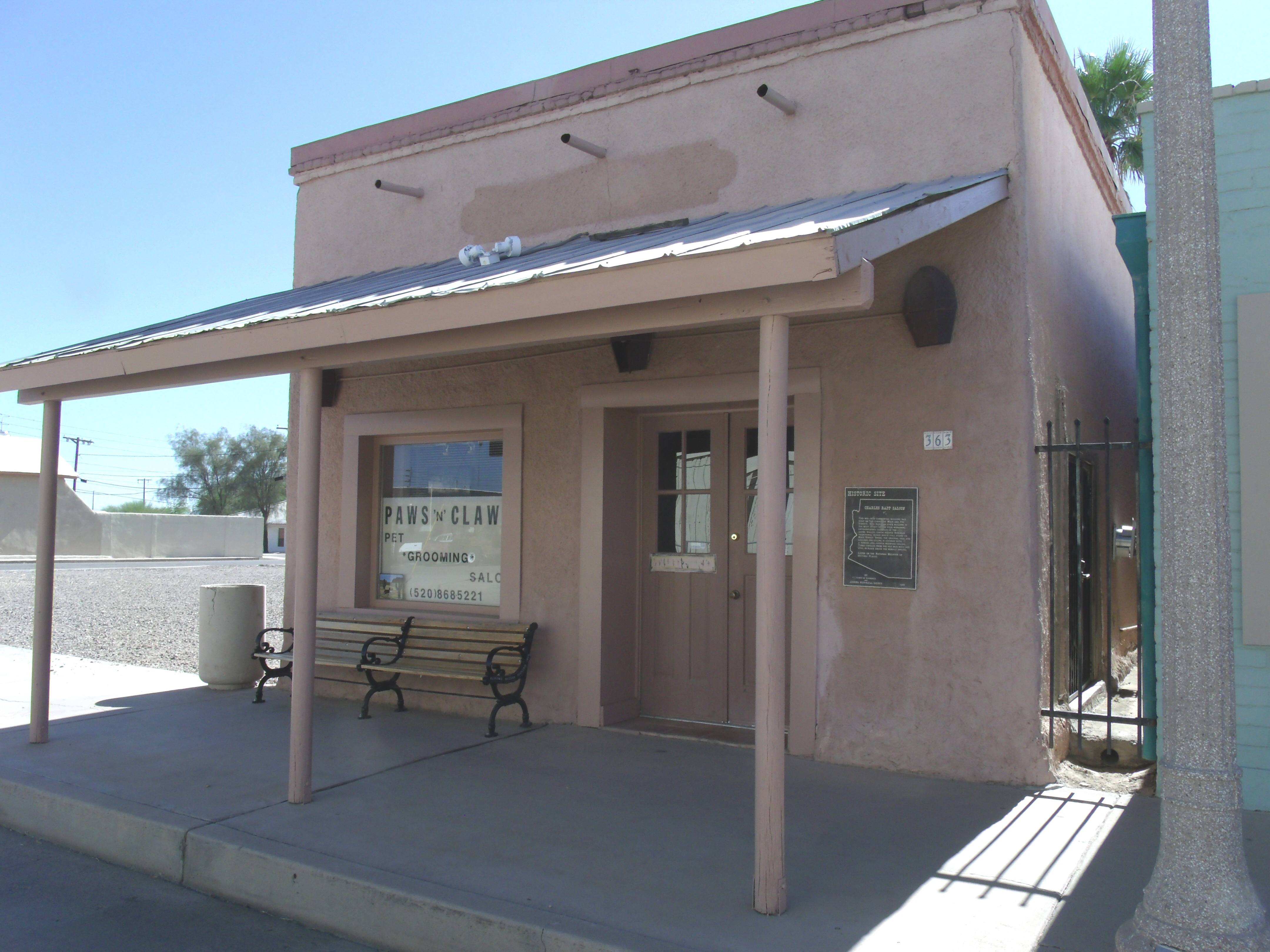
Charles Rapp Saloon Building din Florence, Arizona. Construit în 1875.
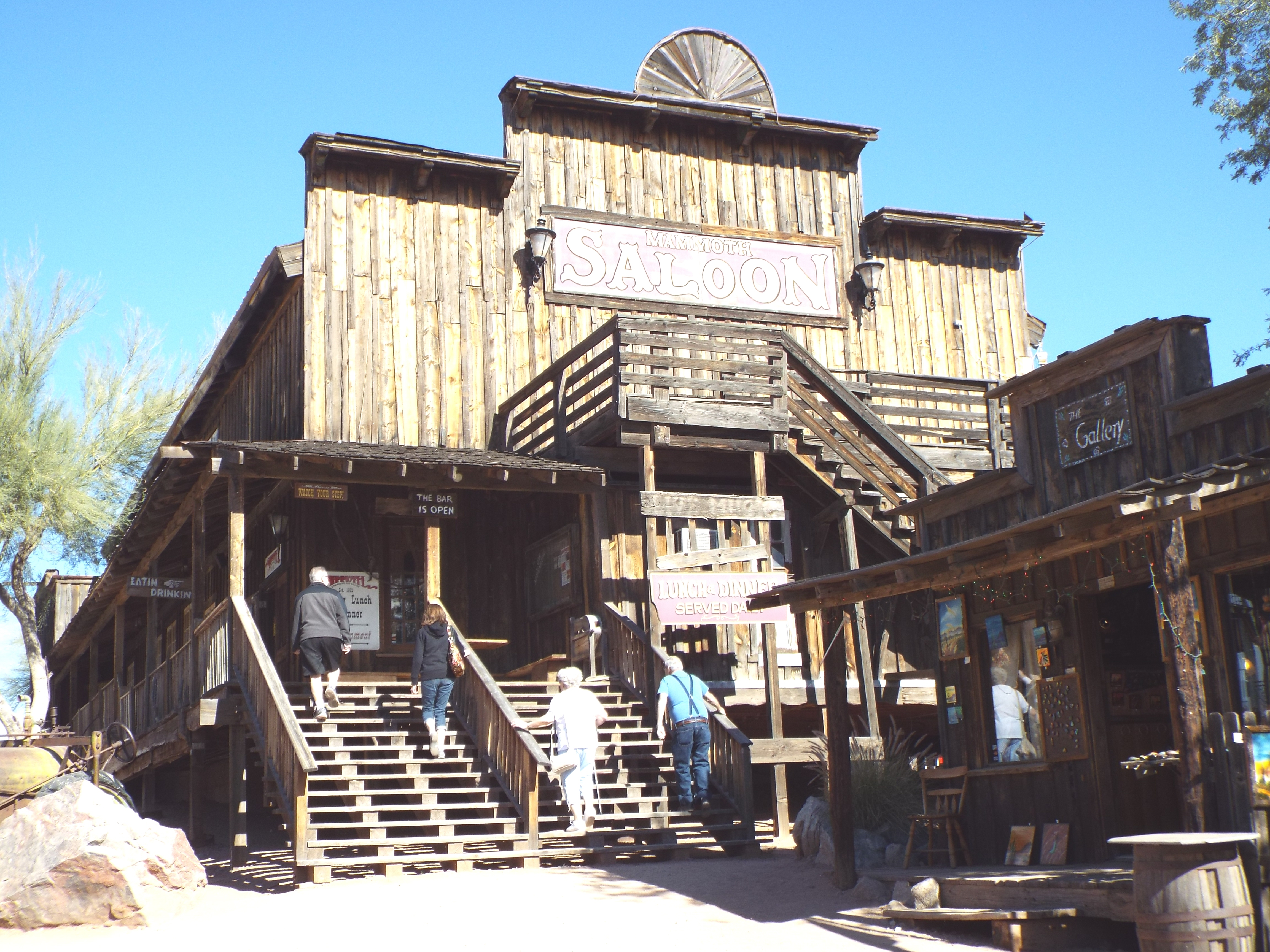
Mammoth Steak House and Saloon din Goldfield, Arizona. Construit în 1893.